# Ковыльное (Курганская область)
Ковыльное — деревня в Альменевском районе Курганской области России. Входит в состав Иванковского сельсовета.

## География
Деревня находится на юго-западе Курганской области, в пределах южной части Западно-Сибирской равнины, в лесостепной зоне, на западном берегу заболоченного озера Зарослого, на расстоянии примерно 14 километров (19 км по автодороге) к северо-востоку от села Альменева, административного центра района и в 115 км (212 км по автодороге через Альменево и Шумиху) к юго-западу от города Кургана. Абсолютная высота — 167 метров над уровнем моря.
Климат
Климат характеризуется как континентальный с недостаточным увлажнением, холодной малоснежной зимой и тёплым сухим летом. Средняя многолетняя температура самого холодного месяца (января) составляет −17,7°С, температура самого тёплого (июля) — +25,2°С. Среднегодовое количество осадков — 370—380 мм. Снежный покров держится в течение 150—160 дней в году.
Часовой пояс
Ковыльное, как и вся Курганская область, находится в часовой зоне МСК+2. Смещение применяемого времени относительно UTC составляет +5:00.

## История
Решением Курганского облисполкома № 206 от 3 июня 1963 года п. Альменевского скототкормсовхоза перечислен из Тузовского сельсовета в состав Альменевского сельсовета
Решением Курганского облисполкома № 434 от 9 декабря 1963 года п.ф. № 5 откормсовхоза переименован в д. Ковыльное Альменевского сельсовета.

## Население
| 1989 | 2002 | 2010 |
| ---- | ---- | ---- |
| 338  | ↘98  | ↘27  |

Гендерный состав
По данным Всероссийской переписи населения 2010 года в гендерной структуре населения мужчины составляли 55,6 %, женщины — соответственно 44,4 %.
Национальный состав
Согласно результатам Всероссийской переписи населения 2002 года, в национальной структуре населения русские составляли 60 %.

## Общественно-деловая зона
В 1995 году установлен металлический обелиск. На гранях памятника расположены списки погибших в годы Великой Отечественной войны. Имеет деревянное ограждение.

## Улицы
Уличная сеть населённого пункта состоит из трёх улиц.